# Kniphofia reynoldsii
Kniphofia reynoldsii là một loài thực vật có hoa trong họ Thích diệp thụ. Loài này được Codd miêu tả khoa học đầu tiên năm 1967.